# Малые Геевцы
Ма́лые Ге́евцы (укр. Малі Геївці) — село в Сюртэнской сельской общине Ужгородского района Закарпатской области Украины.
Население по переписи 2001 года составляло 760 человек. Почтовый индекс — 89434. Занимает площадь 0,002 км².